# Żaneta Cwalina-Śliwowska
Żaneta Cwalina-Śliwowska (ur. 10 grudnia 1978 w Ostrołęce) – polska polityk i trenerka sportów tanecznych, posłanka na Sejm X kadencji.

## Życiorys
Uzyskała tytuł zawodowy magistra pedagogiki społecznej na Uniwersytecie Zielonogórskim, a także dyplom menedżera kultury po studiach podyplomowych w Szkole Głównej Handlowej w Warszawie. Pracowała jako trenerka sportów tanecznych i organizatorka imprez sportowych. Objęła funkcję prezesa Stowarzyszenia Rozwoju Poprzez Taniec „Progres” z siedzibą w Ostrołęce. Od 2021 do 2023 zajmowała stanowisko wiceprezesa Związku Sportowego Mażoretek
Dołączyła do Polski 2050 Szymona Hołowni, została sekretarzem koła partii w Siedlcach. W wyborach parlamentarnych w 2023 kandydowała do Sejmu z drugiego miejsca listy Trzeciej Drogi w okręgu siedleckim; uzyskała mandat posłanki X kadencji, otrzymując 9747 głosów.

## Życie prywatne
Córka Jerzego i Hanny. Zamężna z Jarosławem. Zamieszkała w Ostrołęce.